# Мостова Юлія Володимирівна
Ю́лія Володи́мирівна Мостова́ (нар. 20 липня 1968, Київ, Українська РСР) — українська журналістка, співзасновниця і головна редакторка тижневика «Дзеркало тижня. Україна». З часу заснування газети «Дзеркало тижня» є її співробітницею, з жовтня 1994 до 15 січня 2011 року була заступницею головного редактора, батька Володимира Мостового, із 2011 - головною редакторкою газети «Дзеркало тижня». Пише про політику з 1991 року.

## Біографія

### Дитинство
Народилася 20 липня 1968 у Києві в родині журналіста Володимира Мостового та біолога Валентини Володимирівни Науменко. Дитинство провела у київському районі Голосіїв, в районі, де досить часто траплялися бійки. В дитинстві була сміливою та зухвалою, розбивала ніс, кілька раз ламала руки та ноги разом із своєю подругою-суперницею з паралельного класу Танею Силіною (яка стала редакторкою міжнародного відділу газети «Дзеркало тижня».  Батько помітив задатки доньки до журналістики, коли їй було 13 років: «Тоді вона провела в Євпаторії на лікуванні кілька місяців, звідти писала листи, якими зачитувалися всі родичі». Матір була проти.

### Студентські роки
Закінчивши школу в 1986 році, вступила на факультет журналістики Київського державного університету ім. Т. Шевченка. Проходила практику в газетах «Прапор комунізму» (де батько був заввідділу будівництва видання) та «Собеседник» . Студенткою захопилася преферансом, у цю гру її навчили грати хлопці-однокурсники, які відслужили в радянській армії. Спершу їй було важко грати на рівних, але потім вже сама тягнула однокурсників пограти: «Ходімо, ходімо. Нічого, цю пару можна пропустити» .  Не надто старанно вчилася в університеті, а виробничі практики відбувала за принципом «відчепіться» — мінімум, щоб отримати позитивну оцінку. У 1980-х, за часів Горбачова, в СРСР почалася Перебудова: легалізувались кооперативи, послабилася цензура, виник «Народний рух України за Перебудову», згодом —  «Народний Рух України» Чорновола. Але під час навчання Мостова не дуже цікавилася політикою. «Ми збирали підписи на захист [радянського дисидента Андрія] Сахарова, а вона писала про людські долі, її цікавили люди», — згадує Сіліна. В інституті Мостова одружилася з однокурсником Владленом Самойловим. В інтерв'ю вона не раз говорила, що в ті роки її головною установкою була сім’я: «Журналістика — журналістикою, але смажити смачні котлети для друзів і чоловіка було для мене важливіше, ніж публікуватися». У інституті подружилась із Сергієм Рахманіном, у майбутньому — її заступником у «Зеркалі». До третього курсу батько поставив хрест на журналістському майбутньому дочки. «Вони [з чоловіком] проходили у мене в газеті «Прапор комунізму» інститутську практику і, нічого не зробивши, поїхали в Одеську область, другою проблемою була її неграмотність. Але після 4-го курсу вона стрімко "вилюдніла" — за місяць практики в газеті «Собеседнік». З'явився власний стиль, несподіваний для її віку аналітичний підхід». Влітку 1991 року закінчила університет.

### Журналістська кар'єра

#### Прапор комунізму / Киевский вестник
Закінчивши університет влітку 1991 року, Мостова повернулася до газети «Прапору комунізму», який на той час Компартія України перейменувала на "Киевский вестник" із переходом на російську мову, та писала там про сімейно-соціальні проблеми. Все змінилося, коли після серпневого путчу і за день до того, як Верховна Рада проголосила Незалежність України, Мостова 23 серпня 1991 року написала статтю «Бій відшумів» — свій перший текст про політику. «Вся [горбачовська] Перебудова, коли мої однокурсники бігали на мітинги, писали палкі вірші, пройшла для мене в декадансі. Я про це шкодую. А це був перший політичний матеріал», — згадує Мостова.

#### Франс Прес, Київські відомості
У березні 1992 року Юлія Мостова пішла з «Київського вісника» в агентство «Франс Прес», а через три місяці перейшла до «Киевских ведомостей». Всупереч прийнятому на той час протоколу, вона взяла інтерв'ю у екс-радника президента США з національної безпеки Збігнєва Бжезинського — просто підійшовши до нього на якомусь заході. Потім було інтерв'ю з Державним секретарем США Генрі Кіссінджером. Диктофон дав збій, і текст довелося відновлювати з пам'яті.

#### Зеркало Недели / Дзеркало Тижня
Під час парламентської виборчої кампанії 1994 року в Одесі поет-пісняр Юрій Рибчинський, який підтримував свого друга Вадима Плоткіна (члена КПРС), познайомив Юлію Мостову із Юрієм Орліковим, одеським бізнесменом, що переїхав у США, працював таксистом, імпресаріо російських артистів, торгував металом в Україні та країнах СНД. На той час Орліков був співвласником наймасовішої газети для російськомовних іммігрантів в США під назвою «Новое русское слово» . Юрій Орліков запропонував Мостовим випускати в Україні щотижневий дайдждест газети «Новое русское слово», з чого і почалася історія бренду «Зеркало недели». «Він був справді другом, саме завдяки Юрію Орлікову, його фінансовій підтримці«Зеркала недели», тут були створені умови, завдяки яким газета стала островом свободи для української журналістики» — відмічала Юлія Мостова.
Орліков запропонував Мостовій стати головною редакторкою. Вона порадила замість себе батька, який працював головним редактором газети "Хрещатик"», офіційного видання Київської міськради. Той погодився. У серпні 1994 року Орліков з Мостовими заснували ТОВ «Ормос», в яке включено російськомовне видання «Зеркало недели», 95 % газети належали бізнесмену, п'ять — Юлії та Володимиру Мостовим, по 2,5 відсотка на кожного.
У середині літа 1994 року Кучма виграв президентські вибори, а восени вийшов перший номер газети «Зеркало недели». За задумом, це мав бути дайджест газети «Новое русское слово» обсягом 36 сторінок у середу і 120 сторінок у п'ятницю, Україні відводилося всього 4 сторінки. «Ми сказали, що нашого читача не зацікавить життя діаспори в США, і України повинно бути більше, Орліков погодився, але сказав, що жодної штатної одиниці не додасть» — розповідав Мостовий. У результаті газета запустилася на 36 сторінках і з чотирма людьми в штаті. У 1995 газета оформилась на 24 сторінках, Володимр Мостовий — головний редактор, Юлія Мостова — заступниця, автори — друзі та колеги по цеху .
Через рік після створення газета опублікувала інтерв'ю з президентом Кучмою. Кореспондентка агентства Reuters Олена Притула (майбутня головна редакторка «Української правди») писала для «Зеркала» репортажі з Криму. Газета єдина розповідала про ринок газу під контролем прем'єра Лазаренка, включаючи компанію ЕЕСУ Юлії Тимошенко та поставками з Росії. Саме тут Мостова вперше описувала "орбіти" політиків. Протягом 1990-х газета висвітлювла політичні конфлікти всередині України президента Кучми, прем'єра Звягільського, голови СБУ і прем'єра Марчука, секретаря РНБО Горбуліна.
«Мостова завжди критично ставилась до людей з влади. Критика не була самоціллю» — згадує С. Рахманін.
Протягом цього часу політики і олігархи пропонували купити газету: «директор парламенту» часів Кучми — Олександр Волков, бізнесмени Рінат Ахметов та Григорій Суркіс.
У 1996 році прем'єр Лазаренко зміг купити 40% «Зеркала» у Орлікова і став ключовим співвласником видання, але не зміг цим скористатися. Позбутися цього співвласника «Зеркалу» вдалося у 2011 році.
На початку 2000-х про покупку з Орліковим домовлявся власник «СКМ» Рінат Ахметов. Мостова зустрічалася з Ахметовим і попередила, що він купить тільки бренд, а колектив не отримає, угода зірвалася.
Співвласник "Зеркала" Юрій Орліков раптово несподівано помер 4 липня 2007 року у віці 56 років в Нью-Йорку.
Головною редакторкою Мостова стала у 2011 році за наполяганням батька.
"Зеркало Недели" із початку заснування у 1994 і до 2002 року було виключно російськомовним виданням, але з 2002 почало публікувати український переклад.
Із 2001 року, провідні статті також публікуються англійською на вебсайті видання, де всі три версії та повні архіви є доступними безкоштовно.
У 2019 році стало відомо про припинення виходу друкованої версії «Дзеркала тижня» та його повний перехід на електронну версію.

#### Вплив на політику
Взимку 2000-2001 четверо журналістів — Микола Вересень, Юлія Мостова, Тарас Кузьмов та Олександр Кривенко зібралися з ідею об'єднати опозиційних до Кучми політиків, так з'явилася «Хартія-4», журналісти принципово не входили до політичних блоків і партій, президентом став Олександр Кривенко. Після брудних президентських виборів 1999 року опозиція була роз'єднана, а журналісти пригнічені. Проти опозиційних газет чиновники подавали позови «про захист честі та гідності». Один з таких позовів, проти «Київських Відомостей» подав міністр МВС Юрій Кравченко. За даними Мін'юсту, у 1998-2000 роках за такими справами було засуджено 372 людини, Верховна Рада тричі провалила голосування за поправки до законодавства щодо захисту журналістів. Останньою краплею стало вбивство Георгія Гонгадзе та касетний скандал, Кучму публічно звинуватили в замовленні вбивства журналіста. У листопаді 2000 року почалася кампанія вуличних протестів «Україна без Кучми».
У лютому 2001 року політики, опозиційні до Кучми, створили «Форум національного порятунку», лідеркою яого стала Юлія Тимошенко, на основі якого в листопаді 2001 року з'явився «Блок Юлії Тимошенко». В той час Юлія Мостова та Юлія Тимошенко дуже близько спілкувалися. Ще в середині 1990-х Мостова описувала Тимошенко як «перспективного, амбіційного і досить жорсткого політика». У лютому 2001 року Тимошенко заарештували. «У неї відразу забрали мобільний, але у неї був ще один, маленький. Я його сховала у ванній, у невеликому люку для сантехніки, щоб вона могла зв'язатися з адвокатом», — розповідала Мостова в інтерв'ю агентству УНІАН у 2010 році.
Під час акції «Повстань, Україно!», спрямованої проти Кучми, Юлія Мостова брала участь у організації переговорів опозиційних сил. Тимошенко випустили з СІЗО навесні 2001 року, а восени 2002-го, перед акцією «Повстань, Україно!» Юлія Мостова та Олена Притула хитрістю зібрали в квартирі будинку на Круглоуніверситетській лідерів опозиції: Віктора Ющенка, Юлію Тимошенко, Петра Симоненка та Олександра Мороза.
«Коли Ющенко з порога побачив цю компанію, він дременув. Я за ним. За піджак витягую з ліфта, щоб він сів за стіл і взяв участь у переговорах. Ми його переконували, що амбіції не мають значення, що ідеологічні розбіжності не мають значення, коли треба поставити владу на місце". «Кучма був сильно деморалізований касетним скандалом. Він розумів, що не вбивав Гонгадзе, але розумів, що ворог — у команді, хтось дуже близький. Він практично нікому не довіряв і під час подій «Україна без Кучми» він, як на костиль, спирався на Медведчука», — згадує Мостова . На той час Адміністрацією президента керував Віктор Медведчук.
Акція «Повстань, Україно!» почалася в другій половині 2002 року, мітингувальники вимагали відставки Кучми та дострокових виборів президента. Кучма у відставку не подав, замість цього він поклався на «донецьку» групу Ахметова. Прем'єром став Янукович, у зовнішній політиці Кучма зробив поступки Росії.
Увесь цей час Юлії Мостовій пропонували посади у владі та місце у парламенті. Напередодні парламентських виборів у 2002  їй пропонували місце в першій п’ятірці блоку Ющенка «Наша Україна».
На президентські вибори 2004 року вийшли колишній прем'єр Ющенко та діючий прем'єр Янукович, адмінресурс працював на останнього, працювали на нього і журналісти. За три дні до першого туру  Мостова опублікувала статтю «Післямова до прелюдії» , яку присвятила відповідальності ЗМІ, які «забарвилися в колір господарів».
«За часів Януковича, на початку його президентства у 2010, їй пропонували посаду віцепрем'єра з гуманітарних питань, вона відмовилася», — сказав Володимир Мостовий.

#### З Анатолієм Гриценком
Із Анатолієм Гриценком Мостова познайомилися в 1997 році, коли готувалася до інтерв'ю з тодішнім міністром оборони Олександром Кузьмуком і шукала експерта у військовій тематиці. Олександр Разумков, з яким Мостова жила в цивільному шлюбі, в ті роки очолював провідний аналітичний центр і працював заступником секретаря РНБО Володимира Горбуліна. Гриценко був підлеглим Разумкова і керував аналітичною службою РНБОУ. У 1998 році Мостова народила від Разумкова сина Гліба, а через рік Разумков помер від раку, Центр Разумкова очолив Гриценко. Гриценко пішов з сім'ї, переїхав на орендовану квартиру та одружився із Юлією Мостовою у 2003-му.
У 2010 році, коли Анатолій Гриценко вперше балотувався на пост президента, Мостова вирішила розвивати сайт «Дзеркала тижня»: окрім матеріалів газетної версії, з’явилися новини. Куратором процесу був її брат Олексій Мостовий, який теж працює в газеті. Тодішній головний редактор сайту Костянтин Войтенко, який запускав новинну стрічку (нині головний редактор tsn.ua), відгукується про Мостову як про людину з вражаючою пам’яттю та системністю. На президентських виборах 2010 року й Гриценко отримав 1,2 % голосів.
На президентських виборах 2019 року Гриценко висунув свою кандидатуру і згідно соцопитувань міг вийти до другого туру, а Юлія Мостова — головна редакторка «Дзеркала тижня», могла стати першою леді країни. Але на президентських виборах 2019 року Гриценко отримав 6,91 % голосів.
Про те, що Мостова знає про українську політику більше, ніж він, говорить і сам Гриценко: «Вона писала про політиків тоді, коли я взагалі цим не цікавився і працював далеко від партійно-політичного серпентарію».

## Кар'єра в журналістиці
- З серпня 1991 по 1992 рік працювала завідувачкою міжнародного відділу в газеті «Київський вісник».
- З березня 1992 по 1995 рік — оглядачка в Україні, агентство Франс Прес (AFP, Франція).
- З червня 1992 по 1994 рік — міжнародна оглядачка, газета «Киевские ведомости».
- З жовтня 1994 по 2011 рік — заступниця головного редактора, редактор відділу політики, газета «Дзеркало тижня».
- З січня 2011 року — головна редакторка тижневика «Дзеркало тижня. Україна».

Спеціалізується на темах внутрішньої політики та відносин між США, Україною та Росією.

## Особисте життя
В інституті Юлія Мостова одружилася з однокурсником Владленом Самойловим.
У цивільному шлюбі з Олександром Разумковим до його смерті у 1999 році. 1998 року народила сина Гліба Разумкова.
З політиком Анатолієм Гриценко познайомилась у 1997 році, одружились у 2003. У 2004 народила дочку Ганну Гриценко.
Захоплюється преферансом.

## Нагороди
- Тричі нагороджена першою премією «Людина року» в номінації «Найкращий журналіст року» (1996, 1997, 1999 роки).[16][17]
- Двічі лауреатка премії «Прометей престиж» (1998, 1999 роки).[18]
- Золота медаль української журналістики (2018)[19]